# Between the Buttons
Between the Buttons je album The Rolling Stonesa izdan početkom 1967. godine. Poput Aftermatha, i Between the Buttons ima razlike u popisu pjesama u verzijama za britansko i američko tržište. Na izdanju za britansko tržište se nisu nalazile pjesme sa singla "Let's Spend the Night Together/Ruby Tuesday", jer je tada, u britanskoj izdavačkoj industriji, bilo uobičajeno da se singlovi ne nalaze na albumu. To je bio i posljednji album na kojem je produkciju odradio Andrew Loog Oldham.

## Popis pjesama

### UK izdanje
1. "Yesterday's Papers" – 2:04
2. "My Obsession" – 3:17
3. "Back Street Girl" – 3:27
4. "Connection" – 2:08
5. "She Smiled Sweetly" – 2:44
6. "Cool, Calm and Collected" – 4:17
7. "All Sold Out" – 2:17
8. "Please Go Home" – 3:17
9. "Who's Been Sleeping Here?" – 3:55
10. "Complicated" – 3:15
11. "Miss Amanda Jones" – 2:47
12. "Something Happened to Me Yesterday" – 4:55

### SAD izdanje
1. "Let's Spend the Night Together" – 3:36
2. "Yesterday's Papers" – 2:04
3. "Ruby Tuesday" – 3:17
4. "Connection" – 2:08
5. "She Smiled Sweetly" – 2:44
6. "Cool, Calm and Collected" – 4:17
7. "All Sold Out" – 2:17
8. "My Obsession" – 3:17
9. "Who's Been Sleeping Here?" – 3:55
10. "Complicated" – 3:15
11. "Miss Amanda Jones" – 2:47
12. "Something Happened to Me Yesterday" – 4:55

## Singlovi
- "Let's Spend The Night Together"
- "Ruby Tuesday"

## Top ljestvice

### Album
| Godina | Ljestvica            | Pozicija |
| ------ | -------------------- | -------- |
| 1967.  | UK Top 20 Albumi     | #3       |
| 1967.  | Billboard Pop Albumi | #2       |

### Singlovi
| Godina | Singl                            | Ljestvica             | Pozicija |
| ------ | -------------------------------- | --------------------- | -------- |
| 1967.  | "Let's Spend The Night Together" | UK Top 50 Singlova    | #3       |
| 1967.  | "Let's Spend The Night Together" | The Billboard Hot 100 | #55      |
| 1967.  | "Ruby Tuesday"                   | The Billboard Hot 100 | #1       |

## Članovi sastava na albumu
- Mick Jagger - pjevač, usna harmonika, udaraljke
- Keith Richards - gitara, pjevač, piano
- Brian Jones - gitara, usna harmonika, pjevač
- Charlie Watts - bubnjevi
- Bill Wyman - bas-gitara

## Vanjske poveznice
- allmusic.com - Between the Buttons